# Garatengah
Garatengah is een bestuurslaag in het regentschap Kuningan van de provincie West-Java, Indonesië. Garatengah telt 797 inwoners (volkstelling 2010).